# Šel'menko-denščik
Šel'menko-denščik (Шельменко-денщик) è un film del 1971 diretto da Andrej Petrovič Tutyškin.

## Trama
Un distaccamento militare è arrivato nel villaggio al proprietario terriero Špak e il giovane ufficiale si è innamorato della figlia affascinante del proprietario. La ragazza gli risponde in cambio, ma il proprietario terriero ha già preparato uno sposo per sua figlia ed è pronto a interrompere tutte le relazioni degli amanti. L'attendente dell'ufficiale, l'astuto e ribelle Šel'menko, trova un modo per organizzare la felicità degli innamorati.